# 暗殺指令 (映画)
『暗殺指令』（あんさつしれい、伊: Vento del Sud）は、1960年に公開されたイタリアの映画。マフィアから貴族の殺害を命じられた男が相手側の令嬢と恋に落ち、共に逃亡する様子を描く。監督はエンツォ・プロヴェンツァーレ。出演はレナート・サルヴァトーリやクラウディア・カルディナーレなど。
日本では、2018年に『イタリア ネオ+クラシッコ映画祭2018』の一作として再公開された。

## ストーリー
シチリア島在住の青年・アントニオは、亡き父がマフィアにかかわっていたがために、ニカストロ侯爵の暗殺を命じられる。侯爵の娘のうちの一人・レオニーダは妹のグラツィアへの嫉妬心から冷たい態度をとっていた。
アントニオは散歩に出てきた侯爵の狙撃に失敗して逃げようとしていたところ、グラツィアが一緒に逃げたいと申し出る。これにより2人の逃避行は始まった。アントニオはグラツィアを連れて母親を訪ねるが、身の危険を感じ、パレルモへ向かう。現地に到着した後、いとこの家へ向かうグラツィアに対し、アントニオはまた会うことを約束してイタリア本土へ向かう。グラツィアがたまらず会いに来た後、アントニオは殺し屋へ会いに行く。殺し屋は侯爵暗殺の件を誰にも言わないことと、シチリアに近づかないことを条件として提示し、それを飲む。嬉しそうにホテルへ戻った矢先、グラツィアが自殺する。アントニオも凶弾に倒れる。

## キャスト
- アントニオ: レナート・サルヴァトーリ（吹替: 西田昭市）
- グラツィア: クラウディア・カルディナーレ（吹替: 中西妙子）
- デオダート: ロッセーラ・フォーク
- ニカストロ侯爵: アニベイル・ニンチ（イタリア語版）
- グッゾ男爵: フランコ・ヴォルピ（イタリア語版）

※日本語吹替: テレビ版・放送日1972年11月5日『日曜ロードショー』他

## スタッフ
- 監督: エンツォ・プロヴェンツァーレ（イタリア語版）
- 製作: フランコ・クリスタルディ
- 脚本: ジュゼッペ・マンジョーネ（イタリア語版）、エリオ・ペトリ、エンツォ・プロヴェンツァーレ
- 撮影: ジャンニ・ディ・ヴェナンツォ（イタリア語版）
- 編集: ルッジェロ・マストロヤンニ（イタリア語版）
- 美術・衣装: グラツィエラ・ウルビナーティ（イタリア語版）
- 音楽: ジーノ・マリヌッツィ・Jr.（イタリア語版）